# ريان كريستي (لاعب هوكي الجليد)
ريان كريستي هو لاعب هوكي الجليد كندي، ولد في 3 يوليو 1978 في Beamsville, Ontario ‏ في كندا.

## وصلات خارجية
- ريان كريستي على موقع دوري الهوكي الوطني (الإنجليزية)
- ريان كريستي على موقع EliteProspects.com (الإنجليزية)
- ريان كريستي على موقع Eurohockey.com (الإنجليزية)
- ريان كريستي على موقع HockeyDB.com (الإنجليزية)
- ريان كريستي على موقع Hockey-Reference.com (الإنجليزية)